# Pseudocyba miracula
Pseudocyba miracula är en spindelart som beskrevs av Andrei V. Tanasevitch 1984. Pseudocyba miracula ingår i släktet Pseudocyba och familjen täckvävarspindlar. Inga underarter finns listade i Catalogue of Life.